# Yves Barau
Pour les articles homonymes, voir Barau.
Yves Barau, né le 30 avril 1928 à Sainte-Marie et mort le 28 octobre 2017 dans la même commune, est un homme politique français.
Il présida l'établissement public régional puis conseil régional de La Réunion du 3 janvier 1978 au 28 février 1983.

## Biographie
Agriculteur à Sainte-Marie, issu d'une famille établie à La réunion dans le premier quart du XIXe siècle, Yves Barau devient conseiller municipal en 1959 puis maire de la commune en 1967. Il le demeure jusqu'en mars 1983 où il est battu par Axel Kichenin et sa liste d'union PCR-PS.
Par ailleurs, de 1973 à 1985, il siégea sur les bancs de l'assemblée départementale comme conseiller général du canton de Sainte-Marie et de 1978 à 1983, il présida l'établissement public régional de La Réunion, ancêtre du conseil régional.
Se déclarant plus « debréiste » que gaulliste, il n'adhéra pas à l’UNR mais prendra quelques années plus tard sa carte au RPR.

### Postérité
Une école primaire publique porte son nom à Sainte-Marie.

## Détail des fonctions et des mandats
- 1967 - mars 1983 : Maire de Sainte-Marie
- 1973 - 1985 : Conseiller général du canton de Sainte-Marie
- 3 janvier 1978 - 28 février 1983 : Président de l'Établissement public régional de La Réunion
- Conseiller régional de La Réunion

## Décorations
- Officier de la Légion d’honneur
- Officier des Palmes académiques
- Officier du Mérite agricole
- Chevalier de l'Ordre national du Mérite